# Erioptera quadrispicata
Erioptera quadrispicata är en tvåvingeart som beskrevs av Alexander 1949. Erioptera quadrispicata ingår i släktet Erioptera och familjen småharkrankar.
Artens utbredningsområde är Zimbabwe. Inga underarter finns listade i Catalogue of Life.